# Latresne

Latresne este o comună în departamentul Gironde din sud-vestul Franței. În 2009 avea o populație de 3.277 de locuitori.

## Evoluția populației
| An        | 1975  | 1982  | 1990  | 1999  | 2006  | 2009  |
| --------- | ----- | ----- | ----- | ----- | ----- | ----- |
| Populație | 3.025 | 3.266 | 3.142 | 3.195 | 3.265 | 3.277 |